# Jimi Heselden

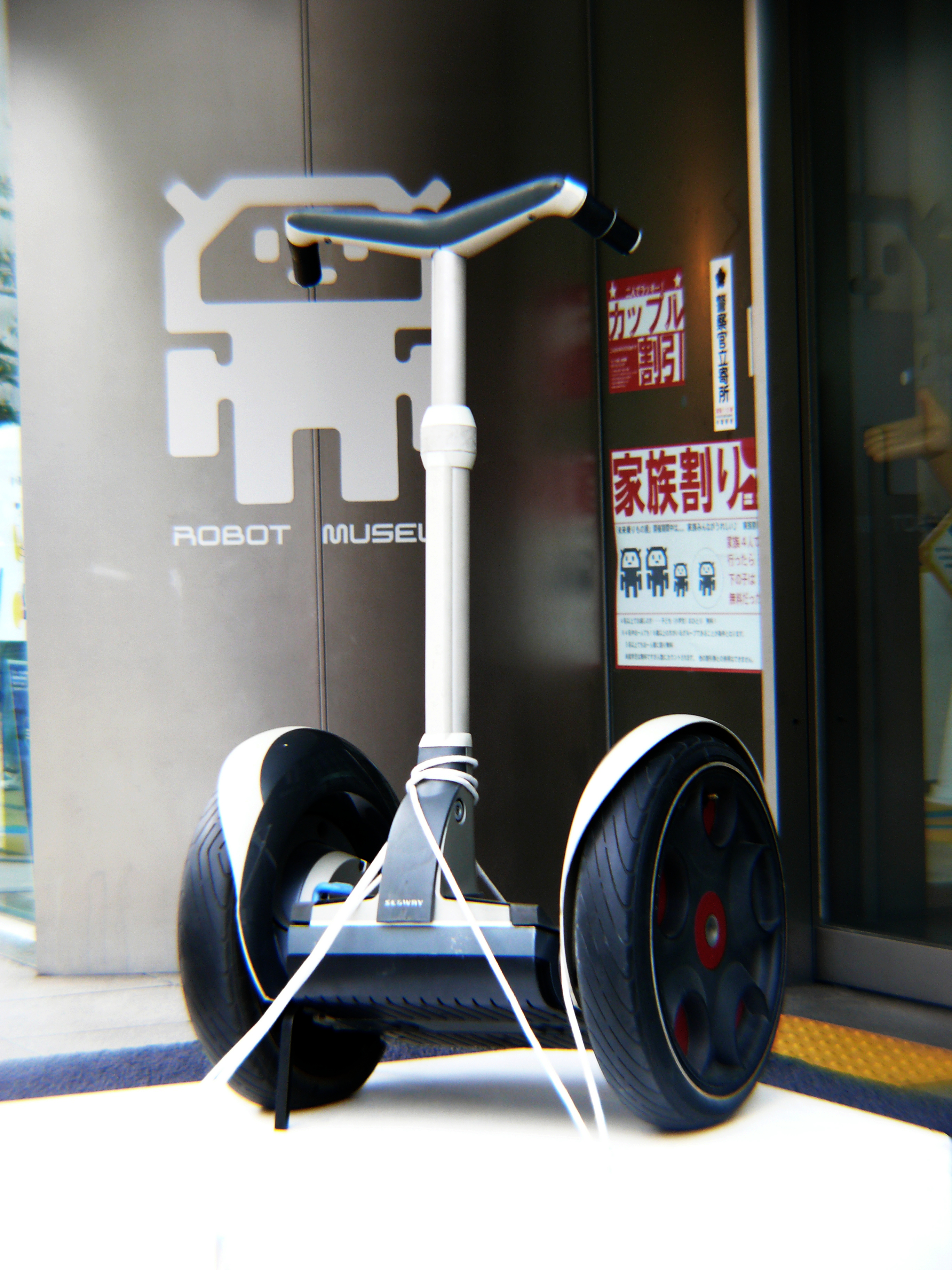
Segway en el museo de robots de Nagoya.

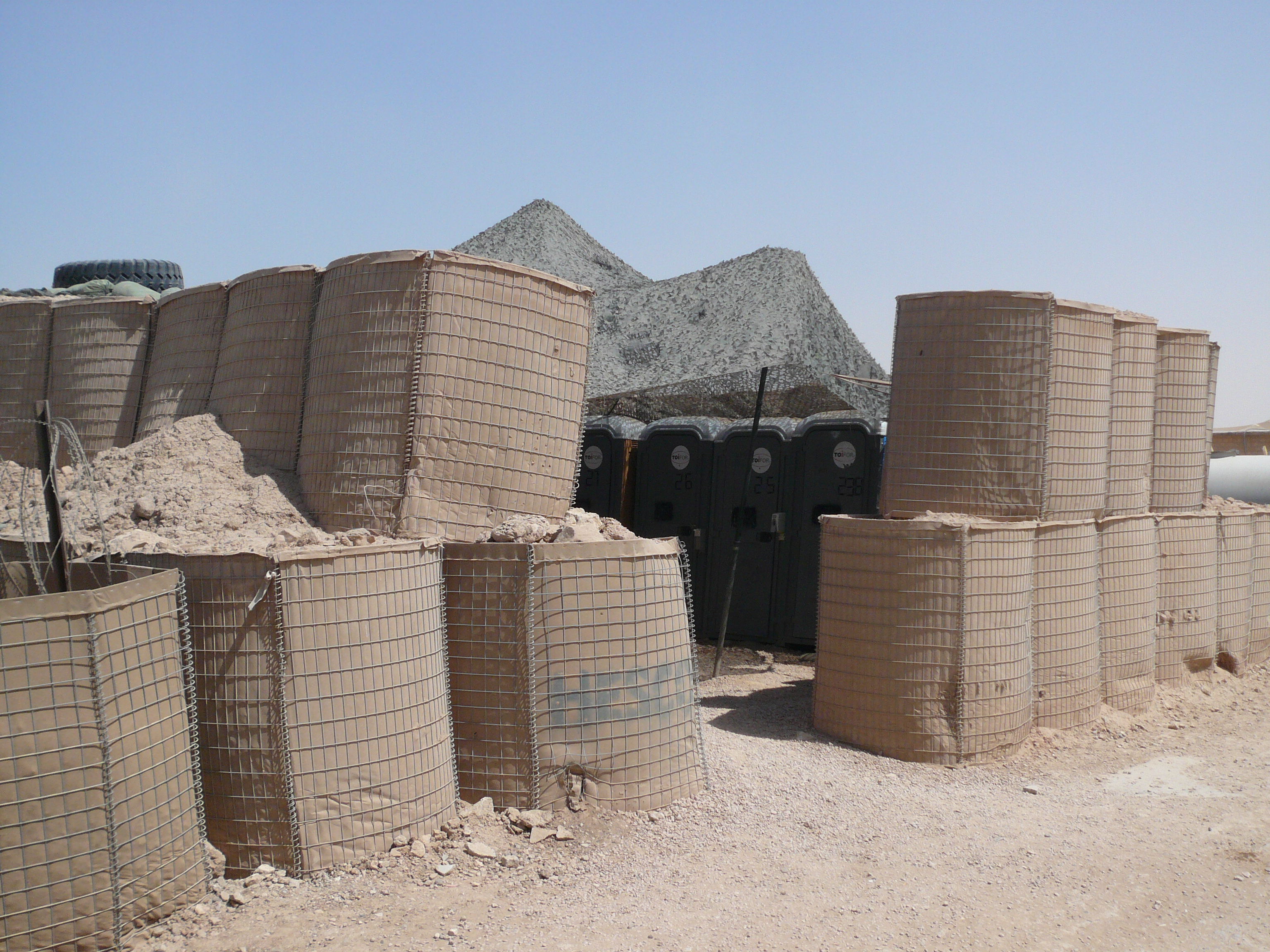
Utilización del sistema de defensa Hesco Bastions como protección bélica en la Guerra de Irak.

James William Heselden (27 de marzo de 1948 - Yorkshire del Oeste, 26 de septiembre de 2010), también conocido como Jimi Heselden, fue un millonario y hombre de negocios británico.

## Biografía
Trabajó en su juventud como minero en Inglaterra y perdió su empleo tras la radical reconversión que sufrió el sector en el último cuarto del siglo XX. 
En los años 80 se convirtió en empresario, ganando una fortuna estimada en 166 millones de libras esterlinas con su empresa de defensas bélicas Hesco Bastion que fabrica un sistema de protección militar que sustituye a los tradicionales sacos de arena y ha sido empleado con éxito en las guerras de Irak y Afganistán. Estaba considerado una de las 400 personas más ricas del Reino Unido.

Su labor filantrópica de ayuda a organizaciones humanitarias era reconocida. Donó importantes cantidades de dinero por ejemplo a la Leeds Community Foundation. En el año 2006 fue nombrado Oficial de la Orden del Imperio Británico por sus contribuciones a la industria de defensa y actividades humanitarias.
Desde enero de 2010 era el propietario de la empresa Segway, especializada en la fabricación de un vehículo eléctrico ligero de 2 ruedas que funciona mediante un sistema de giroscopios.
Falleció el 26 de septiembre de 2010 en un accidente ocurrido mientras probaba uno de los novedosos vehículos de 2 ruedas que fabricaba.